# Simpelpalpje
Het Jacksonella falconeri (tên tiếng Anh: simpelpalpje) là một loài nhện trong họ Linyphiidae.
Loài này thuộc chi Jacksonella. Jacksonella falconeri được miêu tả năm 1908 bởi Jackson.